# Nyambe
Nyambe je africké kmenové božstvo.
Objevuje se u kmene Loziů žijícího v jižní Africe.
Nyambe je nejvyšším bohem. Jeho manželka se nazývá Nasilele. Zajímavostí kultu je, že má více stvořitelských mýtů, které se navzájem prolínají. Například stvořil prvního člověka jménem Kamunu, jemuž dal za úkol pojmenovat všechna zvířata, ale zakázal je zabíjet Když tento zákaz člověk porušil, stal se smrtelným.
Bůh Nyambe stvořil svou manželku, ale i svou matku, která se nazývá Ngula.